# Drew Nowak
Drew Nowak (Green Bay, 7 marzo 1990) è un giocatore di football americano statunitense che gioca nel ruolo di offensive guard per i Seattle Seahawks della National Football League (NFL). Al college ha giocato a football alla Western Michigan University.

## Carriera professionistica

### Jacksonville Jaguars
Dopo non essere stato scelto nel Draft NFL 2012, Nowak firmò coi Jacksonville Jaguars venendo spostato dal ruolo di defensive tackle a quello di guardia. Trascorse tutta la prima stagione in lista infortunati e debuttò come professionista l'anno seguente, scendendo in campo due volte.

### Seattle Seahawks
Svincolato dai Jaguars il 29 agosto 2014, Nowak firmò coi Seattle Seahawks. Dopo non avere disputato alcuna partita nel 2014, l'anno successivo partì come centro titolare nel debutto stagionale contro i St. Louis Rams dopo la cessione di Max Unger ai New Orleans Saints. Prima della gara della settimana 10, Patrick Lewis fu nominato nuovo centro titolare, rimanendolo per il resto della stagione.

## Palmarès

### Franchigia
- National Football Conference Championship: 1

Seattle Seahawks: 2014

## Statistiche
| Partite totali      | 10 |
| Partite da titolare | 7  |

Statistiche aggiornate alla stagione 2015